# Хандли (Западна Вирџинија)
Хандли (енгл. Handley) град је у америчкој савезној држави Западна Вирџинија.

## Демографија
По попису из 2010. године број становника је 349, што је 13 (-3,6%) становника мање него 2000. године.
| Група             | 2000.       | 2010.       |
| Белци             | 325 (89,8%) | 312 (89,4%) |
| Афроамериканци    | 31 (8,6%)   | 22 (6,3%)   |
| Азијати           | 0 (0,0%)    | 0 (0,0%)    |
| Хиспаноамериканци | 1 (0,3%)    | 2 (0,6%)    |
| Укупно            | 362         | 349         |